# Линфилд
«Ли́нфилд» (англ. Linfield Football Club) — североирландский футбольный клуб из Белфаста. Основан в 1886 году. Домашние матчи проводит на арене «Уиндзор Парк», также являющегося стадионом национальной сборной. Самый титулованный футбольный клуб Северной Ирландии.

## История
Футбольный клуб «Линфилд» был основан в Белфасте в 1886 году. Инициаторами создания нового спортивного общества выступили рабочие местной прядильной фабрики. Стадион решили устроить прямо за заводом. Первая арена клуба получила название «Мэдоу».
В 1889-м клуб переехал на Алстервил авеню. В 1890-м принял участие в первом в истории розыгрыше чемпионата Северной Ирландии и стал его победителем. «Линфилд» вместе с «Глентораном» и «Клифтонвиллом» составляют тройку команд поныне выступающих в элите североирландского футбола, которые принимали участие в первом чемпионате страны.
В 1904 году команду ожидал ещё один переезд — на этот раз на Уиндзор-Авеню. Тамошняя арена «Уиндзор Парк» и является домашним стадионом клуба на протяжении более ста лет. Кроме этого, здесь же проводит домашние матчи национальная сборная Северной Ирландии.
В начале прошлого века главным конкурентом считался «Белфаст Селтик», но затем звание самого известного дерби Северной Ирландии прочно перешло к паре «Линфилд» — «Гленторан».
Клуб — рекордсмен по количеству чемпионских титулов. У «Гленторана» 23 победы в Премьер-лиге Северной Ирландии. У «Белфаст Селтик», который развалился в середине прошлого века, чемпионских титулов 14.
«Линфилд» 22 раза выигрывал в одном сезоне и золото чемпионата, и Кубок.
Самое значимое достижение «Линфилда» в еврокубках датировано сезоном 1966/67, когда он добрался до четвертьфинала Кубка европейских чемпионов.

## Знаковые фигуры
Многолетний капитан «синих» Ноэль Бэйли является обладателям выдающегося рекорда клуба: он провёл за 20 лет более 1000 матчей за клуб. В истории «Линфилда» он занимает место наравне с Томми Дикинсом, капитаном команды в триумфальный период 1961—1962 годов, когда клуб одержали победы в семи турнирах.
Лучший бомбардир в истории клуба — Гленн Фергюсон, по прозвищу «клин». Он забил 285 голов за «Линфилд». Мартин Макгоухэй в середине 80-х стал обладателем «Серебряной бутсы». Легенда Англии и «Ньюкастла» Джэки Милберн также является одним из героев ФК «Линфилд», в котором он играл в конце 50-х.

## Достижения клуба
- Премьершип
  - Чемпион (57) (рекорд): 1890/91, 1891/92, 1892/93, 1894/95, 1897/98, 1901/02, 1903/04, 1906/07, 1907/08, 1908/09, 1910/11, 1913/14, 1921/22, 1922/23, 1929/30, 1931/32, 1933/34, 1934/35, 1948/49, 1949/50, 1953/54, 1954/55, 1955/56, 1958/59, 1960/61, 1961/62, 1965/66, 1968/69, 1970/71, 1974/75, 1977/78, 1978/79, 1979/80, 1981/82, 1982/83, 1983/84, 1984/85, 1985/86, 1986/87, 1988/89, 1992/93, 1993/94, 1999/00, 2000/01, 2003/04, 2005/06, 2006/07, 2007/08, 2009/10, 2010/11, 2011/12, 2016/17, 2018/19, 2019/20, 2020/21, 2021/22, 2024/25
  - Вице-чемпион (25): 1893/94, 1898/99, 1899/90, 1902/03, 1927/28, 1928/29, 1930/31, 1947/48, 1950/51, 1952/53, 1956/57, 1962/63, 1966/67, 1967/68, 1980/81, 1987/88, 1997/98, 1998/99, 2004/05, 2008/09, 2013/14, 2014/15, 2015/16, 2022/23, 2023/24

- Кубок Северной Ирландии
  - Победитель (44) (рекорд): 1890/91, 1891/92, 1892/93, 1894/95, 1897/98, 1898/99, 1901/02, 1903/04, 1911/12, 1912/13, 1914/15, 1915/16, 1918/19, 1921/22, 1922/23, 1929/30, 1930/31, 1933/34, 1935/36, 1938/39, 1941/42, 1944/45, 1945/46, 1947/48, 1949/50, 1952/53, 1959/60, 1961/62, 1962/63, 1969/70, 1977/78, 1979/80, 1981/82, 1993/94, 1994/95, 2001/02, 2005/06, 2006/07, 2007/08, 2009/10, 2010/11, 2011/12, 2016/17, 2020/21
  - Финалист (22): 1893/94, 1913/14, 1917/18, 1925/26, 1931/32, 1936/37, 1940/41, 1943/44, 1957/58, 1960/61, 1965/66, 1967/68, 1972/73, 1974/75, 1975/76, 1976/77, 1982/83, 1984/85, 1991/92, 2000/01, 2015/16, 2023/24

- Кубок североирландской лиги
  - Победитель (12) (рекорд): 1986/87, 1991/92, 1993/94, 1997/98, 1998/99, 1999/2000, 2001/02, 2005/06, 2007/08, 2018/19, 2022/23, 2023/24

- - Финалист (3): 1988/89, 2002/03, 2004/05

- Суперкубок Северной Ирландии
  - Победитель (4): 1993, 1994, 2000, 2017

## Статистика выступлений в еврокубках
Данные приведены по состоянию на 20.07.2011 года
| Турнир             | И  | В  | Н  | П  | М      |
| ------------------ | -- | -- | -- | -- | ------ |
| КЧ/ЛЧ УЕФА         | 59 | 6  | 19 | 34 | 55-109 |
| Кубок кубков       | 6  | 2  | 0  | 4  | 6-11   |
| Кубок УЕФА/ЛЕ УЕФА | 24 | 4  | 6  | 14 | 21-57  |
| Всего              | 89 | 12 | 25 | 52 | 82-177 |

- В Кубке/Лиге чемпионов лучшее достижение выход в 1/4 финала в сезоне 1966/67 годов.
- Самая крупная победа: 6:1 над «Арисом» (Люксембург) в 1966 году.
- Самое крупное поражение: 0:8 от «Црвены Звезды» (Югославия) в 1968 году, 0:8 от «Эйндховена» (Голландия) в 1975 году.

## Выступления в еврокубках
| Сезон   | Турнир                      | Раунд                        | Соперник          | Дома   | В гостях | Общий счёт |  |
| ------- | --------------------------- | ---------------------------- | ----------------- | ------ | -------- | ---------- |  |
| 1959/60 | Кубок европейских чемпионов | Предварительный раунд        | Гётеборг          | 2:1    | 1:6      | 3:7        |  |
| 1961/62 | Кубок европейских чемпионов | Предварительный раунд        | Форвертс Берлин   | отмена | 0:3      | 0:3        |  |
| 1962/63 | Кубок европейских чемпионов | Предварительный раунд        | Эсбьерг           | 1:2    | 0:0      | 1:2        |  |
| 1963/64 | Кубок обладателей кубков    | Второй раунд                 | Фенербахче        | 2:0    | 1:4      | 3:4        |  |
| 1966/67 | Кубок европейских чемпионов | Первый раунд                 | Арис Бонневуа     | 6:1    | 3:3      | 9:4        |  |
| 1966/67 | Кубок европейских чемпионов | Второй раунд                 | Волеренга         | 1:1    | 4:1      | 5:2        |  |
| 1966/67 | Кубок европейских чемпионов | 1/4 финала                   | ЦСКА София        | 2:2    | 0:1      | 2:3        |  |
| 1967/68 | Кубок ярмарок               | Первый раунд                 | Локомотив Лейпциг | 1:0    | 1:5      | 2:5        |  |
| 1968/69 | Кубок ярмарок               | Первый раунд                 | Витория Сетубал   | 1:3    | 0:3      | 1:6        |  |
| 1969/70 | Кубок европейских чемпионов | Первый раунд                 | Црвена Звезда     | 2:4    | 0:8      | 2:12       |  |
| 1970/71 | Кубок обладателей кубков    | Первый раунд                 | Манчестер Сити    | 2:1    | 0:1      | 2:2(г)     |  |
| 1971/72 | Кубок европейских чемпионов | Первый раунд                 | Стандард Льеж     | 2:3    | 0:2      | 2:5        |  |
| 1975/76 | Кубок европейских чемпионов | Первый раунд                 | ПСВ Эйндховен     | 1:2    | 0:8      | 1:10       |  |
| 1978/79 | Кубок европейских чемпионов | Первый раунд                 | Лиллестрём        | 0:0    | 0:1      | 0:1        |  |
| 1979/80 | Кубок европейских чемпионов | Предварительный раунд        | Дандолк           | 0:2    | 1:1      | 1:3        |  |
| 1980/81 | Кубок европейских чемпионов | Первый раунд                 | Нант              | 0:1    | 0:2      | 0:3        |  |
| 1981/82 | Кубок УЕФА                  | Первый раунд                 | Беверен           | 0:5    | 0:3      | 0:8        |  |
| 1982/83 | Кубок европейских чемпионов | Первый раунд                 | 17 Нентори        | 2:1    | 0:1      | 2:2(г)     |  |
| 1983/84 | Кубок европейских чемпионов | Первый раунд                 | Бенфика           | 2:3    | 0:3      | 2:6        |  |
| 1984/85 | Кубок европейских чемпионов | Первый раунд                 | Шемрок Роверс     | 0:0    | 1:1      | 1:1(г)     |  |
| 1984/85 | Кубок европейских чемпионов | Второй раунд                 | Панатинаикос      | 3:3    | 1:2      | 4:5        |  |
| 1985/86 | Кубок европейских чемпионов | Первый раунд                 | Серветт           | 2:2    | 1:2      | 3:4        |  |
| 1986/87 | Кубок европейских чемпионов | Первый раунд                 | Русенборг         | 1:1    | 0:1      | 1:2        |  |
| 1987/88 | Кубок европейских чемпионов | Первый раунд                 | Лиллестрём        | 2:4    | 1:1      | 3:5        |  |
| 1988/89 | Кубок УЕФА                  | Первый раунд                 | ТПС               | 1:1    | 0:0      | 1:1(г)     |  |
| 1989/90 | Кубок европейских чемпионов | Первый раунд                 | Днепр             | 1:2    | 0:1      | 1:3        |  |
| 1993/94 | Лига чемпионов УЕФА         | Предварительный раунд        | Динамо Тбилиси    | 1:1    | 1:2      | 2:3*       |  |
| 1993/94 | Лига чемпионов УЕФА         | Первый раунд                 | Копенгаген        | 3:0    | 0:4(д)   | 3:4        |  |
| 1994/95 | Кубок УЕФА                  | Предварительный раунд        | Хабнарфьордюр     | 3:1    | 0:1      | 3:2        |  |
| 1994/95 | Кубок УЕФА                  | Первый раунд                 | Оденсе            | 1:1    | 0:5      | 1:6        |  |
| 1995/96 | Кубок обладателей кубков    | Предварительный раунд        | Шахтёр Донецк     | 0:1    | 1:4      | 1:5        |  |
| 1998/99 | Кубок УЕФА                  | Первый отборочный раунд      | Омония Никосия    | 5:3    | 1:5      | 6:8        |  |
| 1999/00 | Кубок УЕФА                  | Предварительный раунд        | Локомотив Тбилиси | 1:1    | 0:1      | 1:2        |  |
| 2000/01 | Лига чемпионов УЕФА         | Первый отборочный раунд      | Хака              | 2:1    | 0:1      | 2:2(г)     |  |
| 2001/02 | Лига чемпионов УЕФА         | Первый отборочный раунд      | Торпедо Кутаиси   | 0:0    | 0:1      | 0:1        |  |
| 2002/03 | Кубок УЕФА                  | Предварительный раунд        | Стабек            | 1:1    | 0:4      | 1:5        |  |
| 2004/05 | Лига чемпионов УЕФА         | Первый отборочный раунд      | ХИК Хельсинки     | 0:1    | 0:1      | 0:2        |  |
| 2005/06 | Кубок УЕФА                  | Первый отборочный раунд      | Вентспилс         | 1:0    | 1:2      | 2:2(г)     |  |
| 2005/06 | Кубок УЕФА                  | Второй отборочный раунд      | Хальмстад         | 2:4    | 1:1      | 3:5        |  |
| 2006/07 | Лига чемпионов УЕФА         | Первый отборочный раунд      | Горица            | 1:3    | 2:2      | 3:5        |  |
| 2007/08 | Лига чемпионов УЕФА         | Первый отборочный раунд      | Эльфсборг         | 0:0    | 0:1      | 0:1        |  |
| 2008/09 | Лига чемпионов УЕФА         | Первый отборочный раунд      | Динамо Загреб     | 0:2    | 1:1      | 1:3        |  |
| 2009/10 | Лига Европы УЕФА            | Первый отборочный раунд      | Рандерс           | 0:3    | 0:4      | 0:7        |  |
| 2010/11 | Лига чемпионов УЕФА         | Второй отборочный раунд      | Русенборг         | 0:0    | 0:2      | 0:2        |  |
| 2011/12 | Лига чемпионов УЕФА         | Второй отборочный раунд      | БАТЭ Борисов      | 1:1    | 0:2      | 1:3        |  |
| 2012/13 | Лига чемпионов УЕФА         | Первый отборочный раунд      | Б36 Торсхавн      | 0:0    | 0:0      | 0:04:3     |  |
| 2012/13 | Лига чемпионов УЕФА         | Второй отборочный раунд      | АЕЛ Лимасол       | 0:0    | 0:3      | 0:3        |  |
| 2013/14 | Лига Европы УЕФА            | Первый отборочный раунд      | Фуглафьёрдур      | 3:0    | 2:0      | 5:0        |  |
| 2013/14 | Лига Европы УЕФА            | Второй отборочный раунд      | Ксанти            | 1:2(д) | 1:0      | 2:2(г)     |  |
| 2014/15 | Лига Европы УЕФА            | Первый отборочный раунд      | Б36 Торсхавн      | 1:1    | 2:1      | 3:2        |  |
| 2014/15 | Лига Европы УЕФА            | Второй отборочный раунд      | АИК Стокгольм     | 1:0    | 0:2      | 1:2        |  |
| 2015/16 | Лига Европы УЕФА            | Первый отборочный раунд      | НСИ Рунавик       | 2:0    | 3:4      | 5:4        |  |
| 2015/16 | Лига Европы УЕФА            | Второй отборочный раунд      | Спартак Трнава    | 1:3    | 1:2      | 2:5        |  |
| 2016/17 | Лига Европы УЕФА            | Первый отборочный раунд      | Корк Сити         | 0:1    | 1:1      | 1:2        |  |
| 2017/18 | Лига чемпионов УЕФА         | Первый отборочный раунд      | Ла Фиорита        | 1:0    | 0:0      | 1:0        |  |
| 2017/18 | Лига чемпионов УЕФА         | Второй отборочный раунд      | Селтик            | 0:2    | 0:4      | 0:6        |  |
| 2019/20 | Лига чемпионов УЕФА         | Первый отборочный раунд      | Русенборг         | 0:2    | 0:4      | 0:6        |  |
| 2019/20 | Лига Европы УЕФА            | Второй отборочный раунд      | ХБ Торсхавн       | 1:0    | 2:2      | 3:2        |  |
| 2019/20 | Лига Европы УЕФА            | Третий отборочный раунд      | Сутьеска          | 3:2    | 2:1      | 5:3        |  |
| 2019/20 | Лига Европы УЕФА            | Плей-офф раунд               | Карабах           | 3:2    | 1:2      | 4:4(г)     |  |
| 2020/21 | Лига чемпионов УЕФА         | Первый предварительный раунд | Тре Фиори         | 2:0**  | 2:0**    | 2:0**      |  |
| 2020/21 | Лига чемпионов УЕФА         | Второй предварительный раунд | Дрита             | 3:0*** | 3:0***   | 3:0***     |  |
| 2020/21 | Лига чемпионов УЕФА         | Первый отборочный раунд      | Легия             | -      | 0:1      | 0:1        |  |
| 2020/21 | Лига Европы УЕФА            | Второй отборочный раунд      | Флориана          | 0:1    | -        | 0:1        |  |
| 2021/22 | Лига чемпионов УЕФА         | Первый отборочный раунд      | Жальгирис         | 1:2    | 1:3      | 2:5        |  |
| 2021/22 | Лига конференций УЕФА       | Второй отборочный раунд      | Борац Баня-Лука   | 4:0    | 0:0      | 4:0        |  |
| 2021/22 | Лига конференций УЕФА       | Третий отборочный раунд      | Фола              | 1:2    | 1:2      | 2:4        |  |
| 2022/23 | Лига чемпионов УЕФА         | Первый отборочный раунд      | Нью-Сейнтс        | 2:0    | 0:1      | 2:1        |  |
| 2022/23 | Лига чемпионов УЕФА         | Второй отборочный раунд      | Будё-Глимт        | 1:0    | 0:8      | 1:8        |  |
| 2022/23 | Лига Европы УЕФА            | Третий отборочный раунд      | Цюрих             | 0:2    | 0:3      | 0:5        |  |
| 2022/23 | Лига конференций УЕФА       | Плей-офф раунд               | РФШ               | 1:1    | 2:2      | 3:32:4     |  |
| 2023/24 | Лига конференций УЕФА       | Первый отборочный раунд      | Влазния           | 3:1    | 0:1      | 3:2        |  |
| 2023/24 | Лига конференций УЕФА       | Второй отборочный раунд      | Погонь            | 2:5    | 2:3      | 4:8        |  |
| 2024/25 | Лига конференций УЕФА       | Первый отборочный раунд      | Стьярнан          | 3:2    | 0:2      | 3:4        |  |
| 2025/26 | Лига чемпионов УЕФА         | Первый отборочный раунд      | Шелбурн           | -      | 0:1      | -          |  |

* — После матча «Динамо» (Тбилиси) — «Линфилд» судья доложил УЕФА о попытке дачи взятки на сумму 5000 долларов США представителями хозяев, впоследствии результат матча был аннулирован, а грузинский клуб был дисквалифицирован из еврокубков.
** — По регламенту противостояния на 1-м и 2-м предварительном раундах Лиги чемпионов сезона-2020/21 состоят из одного матча.
*** — «Дрита» отказалась участвовать в матче из-за выявления у нескольких футболистов команды положительного теста на COVID-19.

## Стадион
Стадион «Уиндзор Парк», домашняя арена клуба, расположен в южной части Белфаста. Он вмещает более 24 тысяч зрителей, однако сидячих мест только 12 324.

## Дерби и ультрас
У «Линфилда» есть дерби, это матчи с клубом «Гленторан» (это противостояние называется Big Two Derby). Также принципиальным соперником является «Шемрок Роверс».
Ультрас-группа «Линфилда»: «Section F». Друзьями считаются фанаты клубов «Челси», «Рейнджерс», основанными на юнионистских политических взглядах. Союз поклонников этих клубов носит название «Blues Brothers».